# العلاقات المكسيكية التركية
العلاقات المكسيكية التركية هي العلاقات الثنائية التي تجمع بين المكسيك وتركيا.

## مقارنة بين البلدين
هذه مقارنة عامة ومرجعية للدولتين:
| وجه المقارنة                                              | المكسيك                                                                               | تركيا         |
| --------------------------------------------------------- | ------------------------------------------------------------------------------------- | ------------- |
| المساحة (كم2)                                             | 1.97 مليون                                                                            | 783.56 ألف    |
| عدد السكان (نسمة)                                         | 130.53 مليون                                                                          | 80.14 مليون   |
| الكثافة السكانية (ن./كم²)                                 | 66.26                                                                                 | 102.28        |
| العاصمة                                                   | مدينة مكسيكو                                                                          | أنقرة         |
| اللغة الرسمية                                             | اللغة الإسبانية                                                                       | اللغة التركية |
| العملة                                                    | بيزو مكسيكي                                                                           | ليرة تركية    |
| الناتج المحلي الإجمالي (بليون دولار)                      | 1.15 تريليون                                                                          | 851.10 مليار  |
| الناتج المحلي الإجمالي (تعادل القوة الشرائية) بليون دولار | 2.16 تريليون                                                                          | 1.57 تريليون  |
| الناتج المحلي الإجمالي الاسمي للفرد دولار أمريكي          | 9.01 ألف                                                                              | 9.12 ألف      |
| الناتج المحلي الإجمالي للفرد دولار أمريكي                 | 17.32 ألف                                                                             | 19.79 ألف     |
| مؤشر التنمية البشرية                                      | 0.756                                                                                 | 0.761         |
| رمز المكالمات الدولي                                      | +52                                                                                   | +90           |
| رمز الإنترنت                                              | .mx                                                                                   | .tr           |
| المنطقة الزمنية                                           | منطقة زمنية وسطى، المنطقة الزمنية الجبلية، زمن منطقة المحيط الهادئ، منطقة زمنية شرقية | ت ع م+03:00   |

## مدن متوأمة
في ما يلي قائمة باتفاقيات التوأمة بين مدن مكسيكية وتركية:
- ترتبط مدينة مكسيكو مع إسطنبول باتفاقية توأمة منذ 1 سبتمبر 2008.[13][14][13][14]

## منظمات دولية مشتركة
يشترك البلدان في عضوية مجموعة من المنظمات الدولية، منها:
| علم المنظمة | اسم المنظمة                        | تاريخ انضمام المكسيك | تاريخ انضمام تركيا |
| ----------- | ---------------------------------- | -------------------- | ------------------ |
|             | وكالة ضمان الاستثمار متعدد الأطراف | 1 يوليو 2009         | 3 يونيو 1988       |
|             | منظمة التعاون الاقتصادي والتنمية   | ?                    | ?                  |
|             | الأمم المتحدة                      | 7 نوفمبر 1945        | 24 أكتوبر 1945     |
|             | الفريق المعني برصد الأرض           | ?                    | ?                  |
|             | مجموعة العشرين                     | ?                    | ?                  |
|             | منظمة حظر الأسلحة الكيميائية       | ?                    | ?                  |
|             | منظمة التجارة العالمية             | 1995                 | 26 مارس 1995       |
|             | منظمة الشرطة الجنائية الدولية      | ?                    | ?                  |
|             | مؤسسة التنمية الدولية              | 24 أبريل 1961        | 22 ديسمبر 1960     |
|             | يونسكو                             | 4 نوفمبر 1946        | 4 نوفمبر 1946      |
|             | الاتحاد البريدي العالمي            | ?                    | ?                  |
|             | البنك الدولي للإنشاء والتعمير      | 31 ديسمبر 1945       | 11 مارس 1947       |
|             | المنظمة الهيدروغرافية الدولية      | ?                    | ?                  |
|             | الاتحاد الدولي للاتصالات           | 1 يوليو 1908         | 1866               |
|             | مؤسسة التمويل الدولية              | 20 يوليو 1956        | 19 ديسمبر 1956     |
|             | مجموعة أستراليا                    | 2013                 | 2000               |
|             | مجموعة الموردين النوويين           | ?                    | ?                  |

## وصلات خارجية
- موقع وزارة الخارجية المكسيكية
- موقع وزارة الخارجية التركية